# Mierenwolzwever
De mierenwolzwever (Glabellula arctica) is een vliegensoort uit de familie van de Mythicomyiidae. De wetenschappelijke naam van de soort is voor het eerst geldig gepubliceerd in 1838 door Zetterstedt, oorspronkelijk geplaatst in het geslacht Platygaster.